# WTCC i Europa
FIA WTCC Race of Europe var en deltävling i FIA:s standardvagnsmästerskap World Touring Car Championship under säsongen 2008. Deltävlingen kördes på Autodromo Enzo e Dino Ferrari, inte långt från den italienska staden Imola.
Deltävlingar har körts på Autodromo Enzo e Dino Ferrari i WTCC andra säsonger med, men då under andra namn. FIA WTCC Race of San Marino (2005) och FIA WTCC Race of Italy (2009). Säsongen 2008 kunde inte FIA WTCC Race of Sweden genomföras på Scandinavian Raceway som det var tänkt. Därför flyttade man tävlingen till Autodromo Enzo e Dino Ferrari, men eftersom ett FIA WTCC Race of Italy redan fanns med på kalendern (på Autodromo Nazionale Monza), så var tävlingen tvungen att köras under namnet FIA WTCC Race of Europe.

## Källor

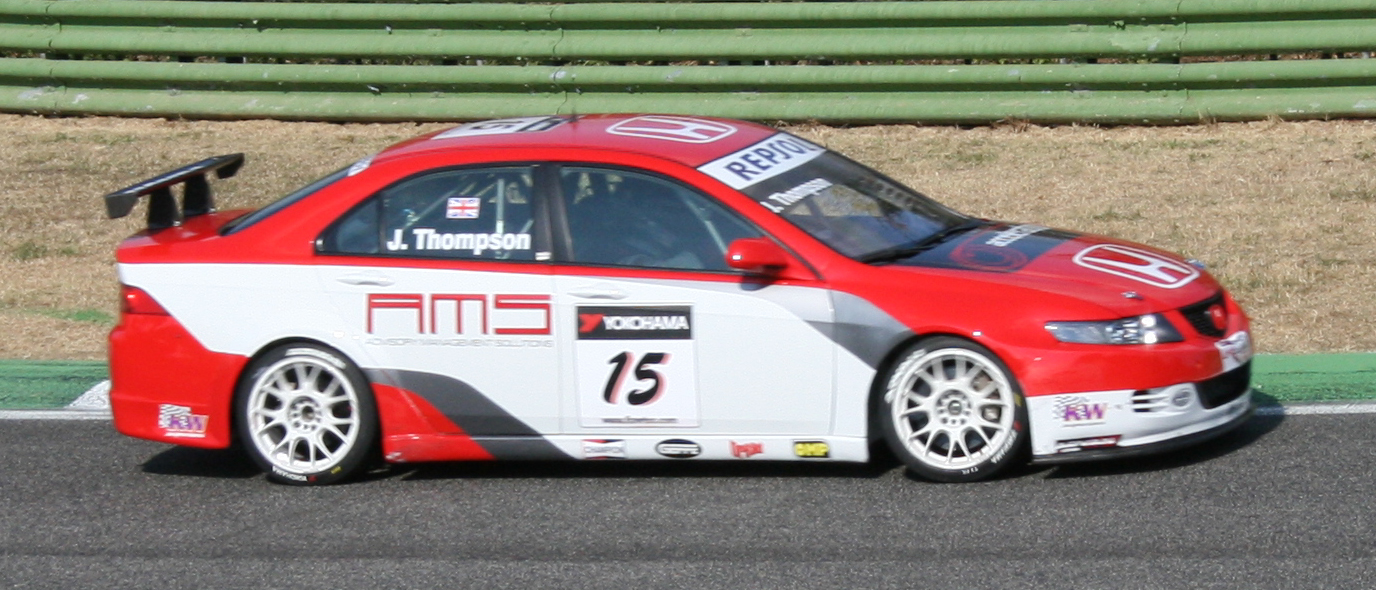
James Thompson på Autodromo Enzo e Dino Ferrari 2008.

## Säsonger
| År   | Bana                          | Race | Segrare förare             | Segrare märke | Rapport            |
| ---- | ----------------------------- | ---- | -------------------------- | ------------- | ------------------ |
| 2008 | Autodromo Enzo e Dino Ferrari | 1 2  | Yvan Muller James Thompson | SEAT Honda    | WTCC i Europa 2008 |